# Lithocarpus luzoniensis
Lithocarpus luzoniensis är en bokväxtart som först beskrevs av Elmer Drew Merrill, och fick sitt nu gällande namn av Alfred Rehder. Lithocarpus luzoniensis ingår i släktet Lithocarpus och familjen bokväxter. Inga underarter finns listade.